# Mộc cầu

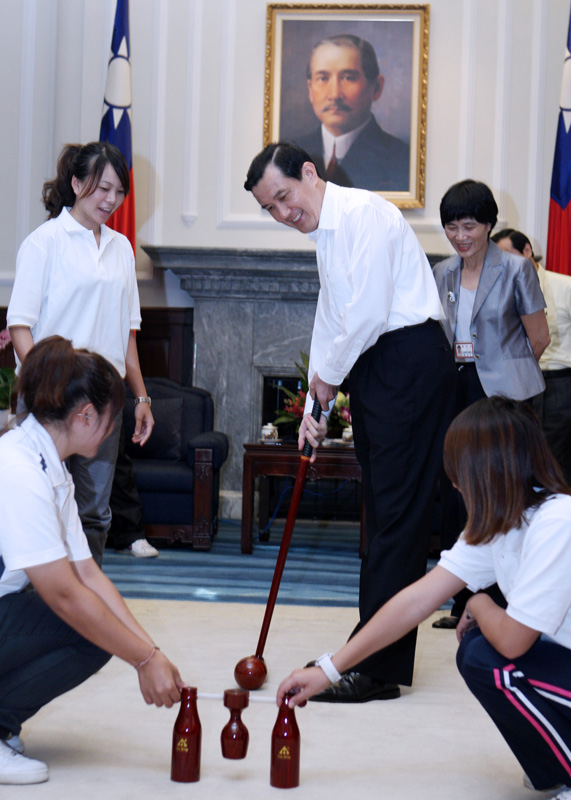
Tổng thống Đài Loan Mã Anh Cửu gặp gỡ những thành viên của các đội đoạt huy chương tại Giải Vô địch Mộc cầu Thế giới lần thứ 3 năm 2010

Mộc cầu là một môn thể thao dùng cái vồ để chuyền quả bóng qua các cổng. Trò chơi này có thể chơi trên mặt cỏ, trên cát hoặc trong nhà. Bộ môn thể thao này nằm trong chương trình Đại hội thể thao bãi biển châu Á và được tích hợp lần đầu tiên vào năm 2008. Liên đoàn mộc cầu quốc tế có trụ sở tại Đài Bắc, Đài Loan.

## Lịch sử
Bộ môn này được phát minh tại Đài Loan bởi Uông Minh Huy (汪明輝; 1985 - 2021) và Kuang-chu Young năm 1990. Hội đồng Olympic châu Á đã tiếp nhận môn thể thao này làm một phần của Đại hội thể thao bãi biển châu Á vào năm 2008.

## Giải vô địch
Ahris Surmariyanto tham dự giải Đại hội thể thao bãi biển châu Á tại Đà Nẵng năm 2016 cùng các đồng đội Indonesia của mình. Anh về đích đầu tiên và được trao huy chương vàng. Anh chỉ hoàn thành một cú đánh trước Jetsada Cheenkurd của Thái Lan, người đã về nhì cùng với huy chương bạc ở vị trí thứ hai. Kim Pyo Hwan đến từ Hàn Quốc giành huy chương đồng và đứng thứ ba.